# Anomala quadripunctata
Anomala quadripunctata är en skalbaggsart som beskrevs av Olivier 1789. Anomala quadripunctata ingår i släktet Anomala och familjen Rutelidae. Inga underarter finns listade i Catalogue of Life.